# Rudolf Hasse
| Rudolf Hasse                        | Rudolf Hasse                   |
| ----------------------------------- | ------------------------------ |
| Rudolf Hasse 1937.                  |                                |
| Državljanstvo                       | njemačko                       |
| Europsko automobilističko prvenstvo |                                |
| Sezone                              | 1936. − 1939.                  |
| Momčadi                             | Auto Union                     |
| Utrke                               | 13 (11 startova)               |
| Prvenstva                           | 0                              |
| Pobjede                             | 1                              |
| Podiji                              | 2                              |
| Prvo startno mjesto                 | 0                              |
| Najbrži krugovi                     | 0                              |
| Prva utrka                          | Velika nagrada Njemačke 1936.  |
| Prva pobjeda                        | Velika nagrada Belgije 1937.   |
| Posljednja pobjeda                  | Velika nagrada Belgije 1937.   |
| Posljednja utrka                    | Velika nagrada Švicarske 1939. |

Rudolf Hasse (Mittweida, Drugo Njemačko Carstvo, 30. svibnja 1906. - Makiïvka, Sovjetski Savez, današnja Ukrajina, 12. kolovoza 1942.) je bio njemački vozač motociklističkih i automobilističkih utrka.
Utrkivanje je počeo na motociklima, da bi se 1929. prebacio na utrkivanje na četiri kotača. Od 1936. do 1939. nastupao je u Europskom automobilističkom prvenstvu za Auto Union. Prvu i jedinu pobjedu ostvario je na Velikoj nagradi Belgije 1937. na Spa-Francorchampsu, kada je slavio ispred momčadskog kolege Hansa Stucka. Sezonu je završio na sedmom mjestu konačnog poretka vozača. Nakon što je 1938. nastupio samo na Reims-Gueuxu i Nürburgringu, utrkama koje nije završio, 1939. je osvojio postolje na Spa-Francorchampsu. Sezona je ubrzo prekinuta zbog izbijanja Drugog svjetskog rata, a Hasse se u trenutku prekida sezone nalazio na šestom mjestu u poretku vozača.
Na početku rata javio se dobrovoljno za služenje u Wehrmachtu, ali nije odmah prihvaćen, već je izvučen 1940. godine, kada je zbog svog tehničkog znanja otišao na rusku frontu radi održavanja vozila. Dok je bio u logoru za ratne zarobljenike, obolio je od šigeloze i umro u zatvorskoj bolnici. Pokopan je u Makiïvki, ali je zbog ratnih razaranja groblje kasnije uništeno.

## Vanjske poveznice
- Rudolf Hasse - Driver Database